# أليكسي سانكوف
أليكسي سانكوف (بالرومانية: Alexei Sancov)‏ (مواليد 15 أكتوبر 1999) هو سبّاح مولدوفي، مثّل بلاده في الألعاب الأولمبية الصيفية 2016 و2020.

## روابط خارجية
أليكسي سانكوف على موقع الاتحاد الدولي للسباحة (الإنجليزية)
- أليكسي سانكوف على موقع SwimRankings.net (الإنجليزية)
- أليكسي سانكوف على موقع اللجنة الأولمبية الدولية (الإنجليزية)
- أليكسي سانكوف على موقع أوليمبيديا (الإنجليزية)